# Dendrelaphis modestus
Dendrelaphis modestus là một loài rắn trong họ Rắn nước. Loài này được Boulenger mô tả khoa học đầu tiên năm 1894.

## Hình ảnh

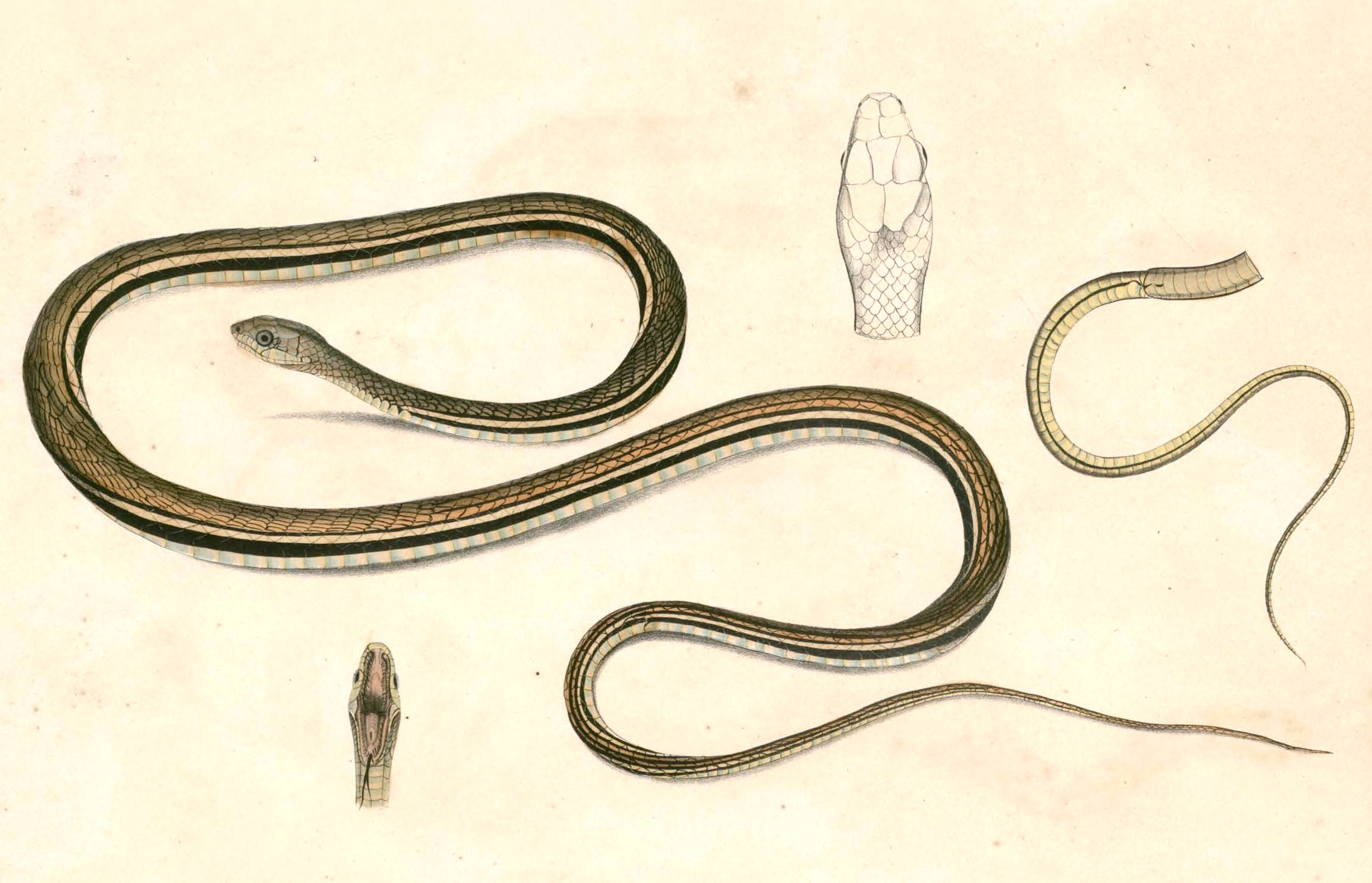
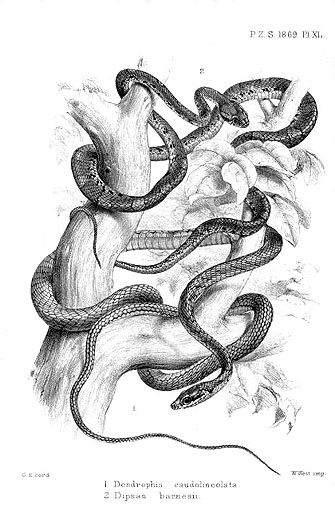